# Tootboog

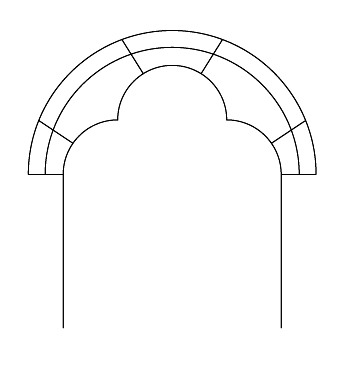
Driepasboog

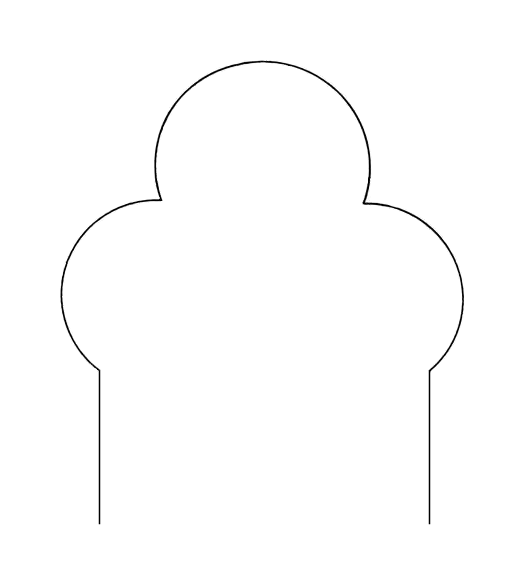
Drielobbige hoefijzerboog

Een tootboog is een type boog waarbij de boogconstructie meestal uit cirkels bestaat met daartussen toten. Toten zijn een kenmerkend element van de gotische architectuur, en ook tootbogen zijn in die periode veelvuldig toegepast. Een deel van de tootbogen is gebaseerd op de drielob.
Verschillende type tootbogen zijn onder andere:
- Drielobbige hoefijzerboog
- Drielobboog
- Tweelobboog
- Waaierboog
- Driebladboog

Een ander bouwkundig onderdeel waarin toten zijn toegepast en bogen worden gevormd is het tootboogfries, een variant van het boogfries.